# James T. Patterson (Historiker)

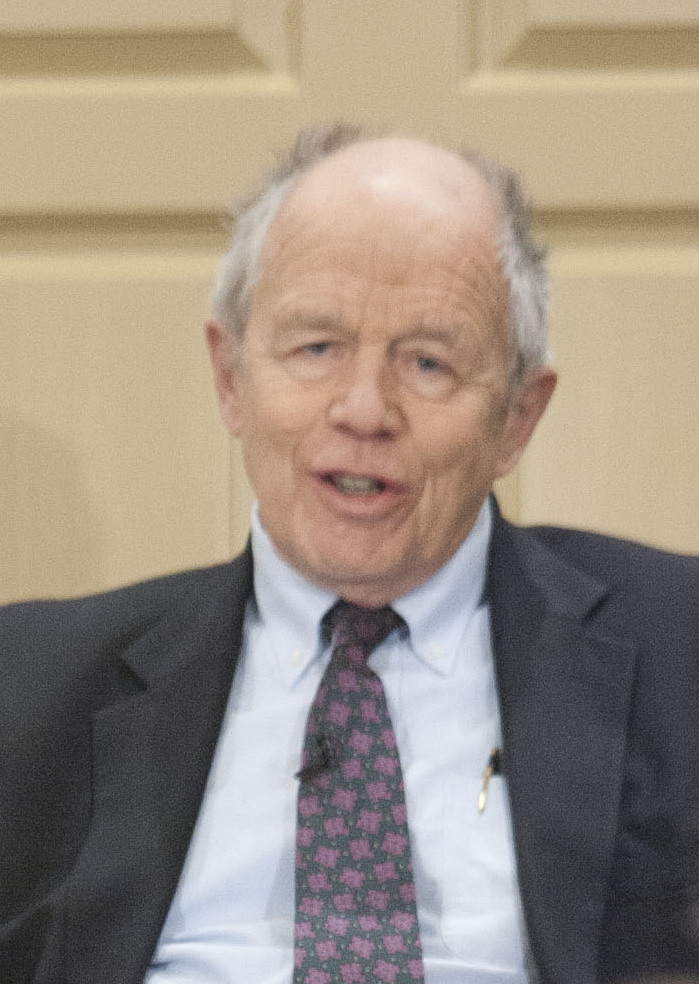
James T. Patterson

James Tyler Patterson (* 1935) ist ein US-amerikanischer Historiker und Professor an der Brown University. Er befasst sich mit der Geschichte Amerikas insbesondere im 20. Jahrhundert.
Sein Vater J. Tyler Patterson saß im Repräsentantenhaus von Connecticut und war zeitweilig dessen Sprecher. James Patterson besuchte das Williams College mit dem Bachelor-Abschluss 1957 und war danach Journalist beim Hartford Courant. 1960 setzte er sein Studium an der Harvard University fort, an der er 1961 seinen Master-Abschluss erhielt (M. A.) und 1964 promoviert wurde. Danach lehrte er an der Indiana University und war ab 1972 Professor an der Brown University. 2002 wurde er als Ford Foundation Professor emeritiert.
Nachdem er sich anfangs mit politischer Geschichte wie dem New Deal befasste wandte er sich später mehr der Sozialgeschichte zu, zum Beispiel Armutsbekämpfung in Amerika, die sozialen Umwälzungen der 1960er Jahre, die soziale Situation von Afroamerikanern und Krebserkrankungen in der amerikanischen Kultur. Bekannt ist er auch für seine beiden Bände über Nachkriegsgeschichte der USA in der Reihe Oxford History of the United States.
1968 war er Guggenheim Fellow. 1997 wurde er in die American Academy of Arts and Sciences gewählt.

## Schriften
- Congressional Conservatism and the New Deal: The Growth of the Conservative Coalition in Congress, 1933-1939. University of Kentucky Press 1966 (erhielt den Frederick Jackson Turner Award), Reprint 2008.
- The New Deal and the States: Federalism in Transition. Princeton University Press 1969.
- Mr. Republican: A Biography of Robert A. Taft. Houghton Mifflin, Boston 1972.
- America in the twentieth century: a history. 3. Auflage, Harcourt Brace Jovanovich 1989.
- Grand expectations: the United States, 1945-1974. Oxford University Press, Oxford 1997 (Oxford History of the United States, erhielt den Bancroft-Preis).
- America’s struggle against poverty in the twentieth century. Harvard University Press 2000 (zuerst als America´s struggle against poverty 1900-1980, Harvard University Press 1981)
- The Dread Disease: Cancer and Modern American Culture. Harvard University Press 1989.
- Brown v. Board of Education: a civil rights milestone and its troubled legacy. Oxford University Press 2001.
- Restless giant: the United States from Watergate to Bush v. Gore. Oxford History of the United States, Oxford University Press 2005.
- Freedom is Not Enough: The Moynihan Report and America’s Struggle over Black Family Life from LBJ to Obama. Basic Books 2010.
- The eve of destruction: how 1965 transformed America. Basic Books 2012.